# Carasi
Carasi é um município de  quinta classe de renda municipal na província Ilocos Norte, nas Filipinas. De acordo com o censo de 1 maio  de  2020 possui uma população de 1 607 pessoas e 344 domicílios.

## Geografia
Carasi é uma cidade sem litoral situada na fronteira leste de Ilocos Norte. Tem uma área de 157,48 quilômetros quadrados. Vintar está situado no norte de Carasi, Calanasan no leste, Nueva Era no sul e Piddig no oeste.

### Bairros
Carasi é politicamente subdividido em três bairros.
- Angset
- Barbaqueso (Poblacion)
- Virbira

### Clima
| Dados climáticos para Carasi, Ilocos Norte | Dados climáticos para Carasi, Ilocos Norte | Dados climáticos para Carasi, Ilocos Norte | Dados climáticos para Carasi, Ilocos Norte | Dados climáticos para Carasi, Ilocos Norte | Dados climáticos para Carasi, Ilocos Norte | Dados climáticos para Carasi, Ilocos Norte | Dados climáticos para Carasi, Ilocos Norte | Dados climáticos para Carasi, Ilocos Norte | Dados climáticos para Carasi, Ilocos Norte | Dados climáticos para Carasi, Ilocos Norte | Dados climáticos para Carasi, Ilocos Norte | Dados climáticos para Carasi, Ilocos Norte | Dados climáticos para Carasi, Ilocos Norte |
| Mês                                        | Jan                                        | Fev                                        | Mar                                        | Abr                                        | Mai                                        | Jun                                        | Jul                                        | Ago                                        | Set                                        | Out                                        | Nov                                        | Dez                                        | Ano                                        |
| ------------------------------------------ | ------------------------------------------ | ------------------------------------------ | ------------------------------------------ | ------------------------------------------ | ------------------------------------------ | ------------------------------------------ | ------------------------------------------ | ------------------------------------------ | ------------------------------------------ | ------------------------------------------ | ------------------------------------------ | ------------------------------------------ | ------------------------------------------ |
| Média alta °C (°F)                         | 24 (75)                                    | 25 (77)                                    | 27 (81)                                    | 29 (84)                                    | 29 (84)                                    | 28 (82)                                    | 27 (81)                                    | 27 (81)                                    | 27 (81)                                    | 26 (79)                                    | 25 (77)                                    | 24 (75)                                    | 26.5 (79.8)                                |
| Média baixa °C (°F)                        | 17 (63)                                    | 17 (63)                                    | 19 (66)                                    | 20 (68)                                    | 22 (72)                                    | 23 (73)                                    | 22 (72)                                    | 22 (72)                                    | 22 (72)                                    | 21 (70)                                    | 20 (68)                                    | 18 (64)                                    | 20.3 (68.6)                                |
| Média precipitação mm (pol.)               | 55 (2.17)                                  | 41 (1.61)                                  | 37 (1.46)                                  | 41 (1.61)                                  | 184 (7.24)                                 | 215 (8.46)                                 | 261 (10.28)                                | 256 (10.08)                                | 245 (9.65)                                 | 216 (8.5)                                  | 142 (5.59)                                 | 129 (5.08)                                 | 1 822 (71,73)                              |
| Média de dias chuvosos                     | 14.1                                       | 11.1                                       | 11.8                                       | 12.5                                       | 21.8                                       | 25.2                                       | 25.5                                       | 24.9                                       | 23.8                                       | 18.2                                       | 16.4                                       | 17.0                                       | 222.3                                      |
| Fonte: Meteoblue                           |                                            |                                            |                                            |                                            |                                            |                                            |                                            |                                            |                                            |                                            |                                            |                                            |                                            |